# Ottersbach (Saßbach)
Der Ottersbach ist ein fast 27 Kilometer langer Bach im Bezirk Südoststeiermark in der Südsteiermark. Er entspringt an einem Riedel im Osten der Marktgemeinde Sankt Stefan im Rosental und fließt südwärts, wobei er einen Teil des südlichen Oststeirischen Hügellands entwässert, ehe er nördlich von Mureck in den Saßbach mündet.

## Verlauf
Der Ottersbach entspringt in einem Waldgebiet an der Ostseite eines Riedels, nordwestlich der Rotte Lichtengg auf etwa 410 m ü. A. Er fließt anfangs in größeren Schlingen in südsüdwestlicher Richtung an Lichtengg vorbei. Nach etwa mehr als 1,1 Kilometer biegt er auf einen relativ geraden Südostkurs, wo er dann an der Rotte Hinterberg und dem Weiler Höllgrund vorbeifließt. Direkt südlich von Höllgrund ändert der Ottersbach seinen Kurs nach Südsüdosten. In diesem Abschnitt seines Verlaufes fließt der Ottersbach westlich an der Streusiedlung Aschauberg vorbei fließt zentral durch die Orte Aschau am Ottersbach und Oberzirknitz, ehe er Pöllau erreicht. Nördlich von Pöllau bildet der Ottersbach einen Linksbogen, in dem er den Ort umfließt und anschließend in einem flachen und langgezogenen Rechtsbogen Unterzirknitz passiert. Zwischen Unterzirknitz und Wiersdorf schwenkt der Ottersbach auf einen Südkurs, auf dem er mehr oder weniger auch bis zu seiner Mündung bleibt. An Wirsdorf und Entschendorf am Ottersbach, Zölling und Sankt Peter am Ottersbach fließt er östlich vorbei.
Bei Gaberling nimmt der Ottersbach mit den von links kommenden Auersbach seinen größten und Zufluss auf. Die nächsten Orte an seinem Lauf sind Wittmannsdorf, Au und Gosdorf-Au. Zwischen Eichfeld und Gosdorf mündet der Ottersbach rund 80 Meter westlich der Landesstraße L203, der Ottersbacherstraße, in den Saßbach.
Das Tal des Ottersbach wird fast auf seinem gesamten Verlauf im Osten und im Westen von zwei Riedeln begrenzt. Erst etwa 2,5 Kilometer vor seiner Mündung weitet sich das Tal zum untern Murtal hin aus. Der Bach entwässert einen Teil des südlichen Oststeirischen Hügellands.

## Hochwasser
Der Ottersbach trat in der Vergangenheit immer wieder über seine Ufer und überschwemmte Teile seines Einzugsgebietes. So überschwemmte er Anfang August 2023 Sankt Peter am Ottersbach, so dass der Ort über keine Straßenverbindung nach außen mehr verfügte.

## Nebenflüsse
| Zuläufe und Bauwerke \| Ottersbach \| Ottersbach \| Ottersbach \| \| ---------------------------- \| ---------- \| ------------------------- \| \| Legende \| \| \| \| Sankt Stefan im Rosental \| \| Sankt Stefan im Rosental \| \| \| \| \| \| \| \| Lichteneggbach \| \| Jagerberg \| \| Jagerberg \| \| \| \| Landsknechtgraben \| \| Allgrabenbach \| \| \| \| \| \| Wurzlgraben \| \| Kästenbaumgraben \| \| \| \| Hofackergraben \| \| \| \| Kästenbaumgraben \| \| \| \| \| \| \| \| \| \| \| \| \| \| Zellbach \| \| Sankt Peter am Ottersbach \| \| Sankt Peter am Ottersbach \| \| \| \| Lugitschbach \| \| Grenzbach Wiersdorf/Zirknitz \| \| \| \| Ponzergraben \| \| \| \| Greithanslgraben \| \| \| \| \| \| Kürbisbach \| \| Wintergraben \| \| \| \| Haarhausgraben \| \| \| \| Losengraben \| \| \| \| Rosenberggraben \| \| \| \| \| \| Auersbach \| \| Ottersbachmühle \| \| \| \| Holetzgraben \| \| \| \| \| \| Schibitzgraben \| \| \| \| \| \| \| \| Niederlmühle \| \| \| \| \| \| Mureck \| \| Mureck \| \| Saßbach \| \| \| |  |                           |
| Ottersbach |  |                           |
| Legende |  |                           |
| Sankt Stefan im Rosental |  | Sankt Stefan im Rosental  |
| |  |                           |
| |  | Lichteneggbach            |
| Jagerberg |  | Jagerberg                 |
| |  | Landsknechtgraben         |
| Allgrabenbach |  |                           |
| |  | Wurzlgraben               |
| Kästenbaumgraben |  |                           |
| Hofackergraben |  |                           |
| Kästenbaumgraben |  |                           |
| |  |                           |
| |  |                           |
| |  | Zellbach                  |
| Sankt Peter am Ottersbach |  | Sankt Peter am Ottersbach |
| |  | Lugitschbach              |
| Grenzbach Wiersdorf/Zirknitz |  |                           |
| Ponzergraben |  |                           |
| Greithanslgraben |  |                           |
| |  | Kürbisbach                |
| Wintergraben |  |                           |
| Haarhausgraben |  |                           |
| Losengraben |  |                           |
| Rosenberggraben |  |                           |
| |  | Auersbach                 |
| Ottersbachmühle |  |                           |
| Holetzgraben |  |                           |
| |  | Schibitzgraben            |
| |  |                           |
| |  | Niederlmühle              |
| |  |                           |
| Mureck |  | Mureck                    |
| Saßbach |  |                           |